# Louise Spangsberg Grønfeldt
Louise Spangsberg Grønfeldt (* 1980 in Ishøj) ist eine dänische Juristin. Sie ist Richterin am Gericht der Europäischen Union.

## Leben und Wirken
Spangsberg Grønfeldt studierte Rechtswissenschaften an der Universität Kopenhagen, wo sie 2004 ihren Abschluss machte und 2007 den Mastergrad erwarb. Ebenfalls 2007 erwarb sie einen Mastertitel in europäischem Recht am Europakolleg in Brügge. Anschließend arbeitete sie als Dozentin für Unionsrecht an der Universität Kopenhagen. 2009 trat sie eine Beschäftigung als Rechts- und Sprachsachverständig beim Generalsekretariat des Rates der Europäischen Union. 2012 wurde sie zur dänischen Rechtsanwaltschaft zugelassen. Von 2013 bis 2016 ist sie im Team „Haushalt“ des Juristischen Dienstes der Europäischen Kommission tätig. Anschließend war sie bis 2018 beim Gericht der Europäischen Union Rechtsreferentin im Kabinett des Richters Jesper Svenningsen. Nach einer erneuten kurzen Tätigkeit im Juristischen Dienst der Europäischen Kommission wurde Spangsberg Grønfeldt 2019 in das Kabinett der Exekutiv-Vizepräsidentin der Europäischen Kommission und EU-Kommissarin Margrethe Vestager berufen. 2020 kehrte sie erneut zum Juristischen Dienst der Europäischen Kommission zurück und arbeitete dort bis 2023 im Team „Justiz und Inneres“.
Am 27. September 2023 wurde Spangsberg Grønfeldt als Nachfolgerin von Sten Frimodt Nielsen selbst zur Richterin am Gericht der Europäischen Union ernannt.